# 大甲橋
大甲橋（たいこうはし）は熊本県熊本市中央区の市街地の中心部、白川に架かる熊本県道28号熊本高森線と熊本市電水前寺線の路面電車の併用橋。名前は1924年（大正13年）、甲子（きのえね）の年に建設されたことに因む。同年7月竣工した。鉄筋コンクリートT桁橋。橋種：鋼橋、形式：鈑桁橋熊本市内を流れる白川は天井川となっていてこの橋の部分が高いのが特徴的。

## 歴史
大甲橋は、1924年（大正13年）、熊本市電水前寺線の建設に伴って架橋された。1月に起工し、7月に完工した。市電一期線として1924年（大正13年）8月1日に開通した水道町 - 水前寺間は、当初熊本駅前 - 浄行寺町の支線という位置づけだった。白川をまたぐ大甲橋は、もともと電車専用線として計画され、地元の要望や熊本電気株式会社の寄付で人車併用の鉄筋コンクリート橋になった。大正甲子の年開通を記念して大甲橋と名付けられる。兵庫県西宮市の甲子園球場と同じ年である。この会社の電車はもともと蒸気鉄道であったが、1923年（大正12年）8月31日全線電化営業開始した。
1953年（昭和28年）の白川の6.26水害は九州北部を襲い、昭和28年西日本水害とも呼ばれている。この水害でも橋は流出しなかったが、大甲橋際は崩壊大量の流木が橋脚に引っ掛かり、橋脚部に堆積したため流水は阻害された。主流は両岸に分流していった。中央部の川床に土砂が積まり、両岸の橋台が洗掘され、一時通行不能となった。また白川の橋梁は17箇所市内に架けられていたが、国道3号長六橋と大甲橋を除いて残らず流失した。
被害を大きくした反省から1965年（昭和40年）4月、橋脚の少ない現在の橋に架け替えられた。大正時代より33m長い106m、幅員 有効35m 車道25m、歩道右4.5m、左4.5m 車線数6。施行業者 日立造船株式会社。
およそ1年半の工事期間中、自動車は交通止め、電車も1年は仮軌道を通った。さらに1992年（平成4年）歩行者優先の快適でゆとりのある空間をめざすため、歩道部の拡幅工事が行われた。